# Эдикула
Эди́кула (лат. aedicula — комнатка, уменьшит. от  лат. aedis — дом, жилище, постройка) — в римской античности — маленький храм, молельня в виде ниши, предназначенной для установки культовой статуи. По свидетельству Плиния Старшего, римляне в отдельных случаях называли эдикулой небольшие круглые храмы типа моноптера или нимфеи . Например, эдикула «Девы Виктории» (Victoria Virgo, 307 г. до н.э.)  при храме богини победы Виктории на Палатинском холме в Риме.
Такие эдикулы известны по изображениям в росписях жилых домов, например в Помпеях и Геркулануме. Так же называли ниши  для небольших статуй или урн на надгробных памятниках. В домах римских патрициев были свои домашние эдикулы, или ларарии (ниши для помещения  статуэток лар или пенатов, божеств-охранителей домашнего очага), обрамлённые колонками с треугольными фронтонамии.
В культуре древних греков,  в частности в надгробных памятниках, встречаются похожие  небольшие ниши — наиски. Однако, в отличие от римских эдикул, греческие наиски имели более узкие культовые функции. Позднее возникло второе значение слова «эдикула»: небольшая пристройка в виде полуротонды, обрамлённой колоннами. Однако в отличие от сходного типа полукруглой пристройки —  экседры — эдикулой правильно называть только углублённые в стену арочные ниши. От античной культовой эдикулы происходит традиция сооружения малых архитектонических  алтарей, апсид, алтарных  кивориев и  табернаклей в католических храмах. Изображения эдикул и табернаклей  использовали в исторических трактатах и иконографических справочниках в качестве символа, обозначающего главный храм, частью которого  (pars pro toto) они являются, сопровождая такие символы-эмблемы пояснительными надписями или девизами.
В эллинистической и  римской архитектуре сложился обычай устраивать ниши-эдикулы на стенах общественных зданий, рынков, терм,  городских ворот, триумфальных арок. Поэтому эдикулами стали называть различные рельефные декоративные композиции на фасадах зданий — обрамления порталов, оконных или дверных проёмов, аналогично наличниками, опирающимися на цоколь, а в верхней части завершённые антаблементом с треугольным или лучковым фронтоном. Такие эдикулы, обычно со статуями внутри, могут образовывать на фасаде здания сложные орнаментальные ряды. Однако в этом смысле термин «эдикула» следует относить только к архитектуре классицизма, барокко и неоклассицизма. В исключительных случаях — к  романской (но не к  готической) архитектуре. 
Историческая эволюция понятия «эдикула» представляет собой типичный пример формирования художественного тропа (переноса значений) в искусстве архитектуры — превращения объёмной постройки определённой конструкции в её изображение на плоскости стены другого здания. Так эдикула становится частью  архитектурного ордера. Зодчие итальянского Возрождения свободно «играли» с эдикулами, утратившими культовое значение, используя их в качестве элементов ордерной композиции светских палаццо. «Открытыми эдикулами» иногда называют постройки типа моноптера или бельведера.
Эдикулу следует отличать от близкого понятия — экседра.